# Amy Cotton
Amy Cotton (ur. 22 stycznia 1980) – kanadyjska judoczka. Dwukrotna olimpijka. Odpadła w eliminacjach w Atenach 2004 i zajęła siedemnaste miejsce w Londynie 2012. Walczyła w wadze półciężkiej.
Siódma na mistrzostwach świata w 2005 i 2009; uczestniczka zawodów w 2003, 2010, 2011 i 2013. Startowała w Pucharze Świata w latach 2002-2012. Brązowa medalistka igrzysk panamerykańskich w 2003. Zdobyła osiem medali na mistrzostwach panamerykańskich w latach 2003 - 2013. Druga na igrzyskach frankofońskich w 2009 i trzecia w 2001. Jedenastokrotna medalistka mistrzostw Kanady w latach 1995-2013.

## Letnie Igrzyska Olimpijskie 2004
| Konkurencja | Eliminacje              | Eliminacje           | Klas. końcowa |
| Konkurencja | Przeciwnik I            | Przeciwnik II        | Miejsce       |
| ----------- | ----------------------- | -------------------- | ------------- |
| 78 kg       | Mélanie Engoang (GAB) Z | Lucia Morico (ITA) P | II runda.     |

## Letnie Igrzyska Olimpijskie 2012
| Konkurencja | Eliminacje              | Klas. końcowa |
| Konkurencja | Przeciwnik I            | Miejsce       |
| ----------- | ----------------------- | ------------- |
| 78 kg       | Audrey Tcheuméo (FRA) P | 17.           |